# Mihna
A Mihna (em árabe: محنة - "julgamento" ou "teste") se refere à inquisição instituída primeiramente pelo califa abássida Almamune em 833, na qual acadêmicos religiosos foram presos, punidos e mortos se não concordassem com a doutrina de que o Corão era algo criado. Esta política durou quinze anos (833-848), avançando pelos governos de Almotácime e Aluatique, além de dois anos no governo de Mutavaquil, que foi quem a revogou em 848 (ou, possivelmente, em 851).
O incidente foi importante por que encerrou as pretensões do califa de decidir assuntos sobre a ortodoxia religiosa e também por ser um dos raros casos de perseguição especificamente religiosa no Islã medieval.

## Sob Almotácime
Almamune morreu em 833, mas a sua política religiosa foi mantida pelo seu sucessor, Almotácime. Neste mesmo ano, o famoso erudito religioso Amade ibne Hambal foi questionado sobre suas crenças, ao que ele respondeu que o Corão era “não criado”. O califa o depôs, prendeu-o e mandou açoitá-lo até que Ahmad desmaiasse. Porém, o povo de Bagdá ameaçou se revoltar ao saber da notícia do religioso e Almotácime mandou soltá-lo. O califa se dedicou depois à construção de sua nova capital em Samarra e com suas campanhas militares, tratando a Mihna como nada mais do que uma formalidade jurídica (o testemunho de uma pessoa que respondesse de forma negativa à pergunta seria inadmissível num julgamento).
As fontes orientais divergem sobre se ibne Hambal teria cedido sob tortura. De acordo com a tradição sunita, ele aguentou a pressão e, por isso, ele é considerado um herói da ortodoxia religiosa.

## Resultado
É importante notar que, no Islã clássico, eram as pessoas e não o califado que se dedicavam à missão de desenvolver as várias ciências, incluindo o direito. Ou seja, a lei, ao contrário do que acontece nos estados modernos, não era atribuição exclusiva do estado. Na realidade, os ulemás a desenvolveram conscientemente contra o estado. Desde o princípio, a ordem religiosa no Islã clássico era distinta da ordem política. A semi-autonomia dos acadêmicos resultaram no interessante fenômeno da emergência de diferentes - e, em alguns casos, diametralmente opostas - escolas de jurisprudência - todas consideradas islamicamente válidas e autênticas. A Mihna, em seu contexto, reflete a frustração do califa com a poderosa e influente cultura jurídica. Ela durou quinze anos e terminou por definir mais claramente os domínios religiosos e políticos, o que não significa que o confronto era a marca principal da relação entre elas. De forma geral, a ordem religiosa funcionava como um colchão entre a ordem política e a população.